# Алисовка (Дергачёвский район)
Алисовка (укр. Алісівка), село,
Проходовский сельский совет,
Дергачёвский район,
Харьковская область.
Код КОАТУУ — 6322081502. Население по переписи 2001 года составляет 39 (15/24 м/ж) человек.

## Географическое положение
Село Алисовка находится в начале балки Травянка, в 3-х км от границы с Россией, на расстоянии в 1 км расположено село Высокая Яруга, на расстоянии в 3 км — сёла Гоптовка и Кочубеевка.
Рядом с селом проходит автомобильная дорога М-27.

## История
- 1680 — дата основания.
- В 1940 году, перед ВОВ, в Алисовке было 48 дворов, колхоз «12 лет Октября» и школа.[1]

## Экономика
- В селе есть молочно-товарная ферма.

## Достопримечательности
- Энтомологический заказник местного значения «ВЕЛИКОЯРУЗЬКИЙ». Заповедный участок размещен на склонах балок с фрагментами луговых степей и байрачных лесов. Место расселения в пределах сравнительно небольшой территории редких для лесостепной зоны группировок степных, луговых, лесных и водных насекомых, в том числе опылителей кормовых культур (люцерны, клевера) и видов, занесенных в Красную книгу Украины. Среди последних есть виды, которые связаны со степными (рофитоидес серый), луговыми (шмель мохнатый, махаон) и лесными (жук-олень, мнемозина) ценозами.[2]